# Filippo Giuseppe di Salm-Kyrburg
Filippo Giuseppe Antonio di Salm-Kyrburg, talvolta Philipp Joseph zu Salm-Neufville-Leuze (21 luglio 1709 – Parigi, 7 giugno 1779), fu il primo principe di Salm-Kyrburg, dal 1743 al 1779, e come tale un principe del Sacro Romano Impero.

## Biografia

### Infanzia
Filippo Giuseppe, erede della linea maggiore del casato di Salm, era nipote del generale Carlo Fiorentino (1638–1676) attraverso il figlio Enrico Gabriele (anche Salm-Leuze, 1674–1716). Sua madre era Marie Thérèse de Croÿ (1678–1713), figlia di Philippe François Albert de Croÿ, marchese de Warneck (1645–1710). Aveva un fratello maggiore Giovanni Domenico Alberto, e una sorella, Enrichetta Teresa Norbertina (1711–1751), che fu moglie in seconde nozze del principe Massimiliano Emanuele di Hornes.

### Matrimonio
All'età di 15 anni si arruolò in un reggimento di fanteria austriaca. Il 12 agosto 1742 sposò sua nipote Maria Theresia Josepha von Horn (1725–1783), figlia ed erede di Massimiliano Emanuele III (1695–1763), ultimo principe di Horn, dopo la cui morte Filippo Giuseppe assunse il titolo di principe di Hornes e Overisque. La coppia visse principalmente a Vienna e a Parigi, dove Filippo Giuseppe fu soprannominato "il bel principe" o "il bel renegravio" a causa della vanità a lui attribuita. Nel 1740 fu insignito del cavalierato dell'ordine dell'Aquila Bianca. L'imperatrice Amalia lo nominò ciambellano.

### Principe
Il 21 febbraio 1743 fu elevato al rango di principe imperiale dall'imperatore Carlo VII, insieme al fratello maggiore, Giovanni Domenico, che rimase celibe e con il quale governò congiuntamente i territori ereditati. Al Reichstag di Ratisbona, i fratelli condivisero - alternandosi al cugino Nicola Leopoldo di Salm-Salm - il voto virile salmiano nel  Consiglio imperiale dei principi del 1738, che esisteva dal 1654 dopo l'elevazione a principe di Filippo Ottone di Salm nel 1623 .
Con Nicola Leopoldo di Salm-Salm, che il suocero Luigi Ottone di Salm aveva inizialmente designato come erede dei suoi territori, i fratelli accettarono contrattualmente nel 1744 una divisione di questa eredità, in base alla quale Nicola Leopoldo ricevette la contea di Salm nei Vosgi e il dominio di Vinstingen, mentre loro la sede di Kyrburg. Questa divisione portò alla creazione delle linee Salm-Salm e Salm-Kyrburg. Quest'ultimo prende il nome Kyrburg, l'ultimo castello fortificato sul Nahe, distrutto dai militari francesi nel 1734 nel corso della guerra di successione polacca, prima che arrivasse il contrordine di Luigi XV ottenuto dal principe di Salm. Nel suo ramo di famiglia, Filippo Giuseppe introdusse il diritto di primogenitura il 20 giugno 1747.

### Morte
Il principe Filippo Giuseppe morì il 7 giugno 1779 a Parigi.

## Discendenza
Dal matrimonio con Maria Teresa di Hornes, figliastra di sua sorella Enrichetta, nacquero 10 figli:
- Maria Massimiliana Luisa Francesca di Salm-Kyrburg (1744–1790)

⚭ 1763 Jean Bretagne Charles de La Trémoille, 6º duca di La Trémoille, 5º duca di Thouars
- Federico III Giovanni Ottone Francesco Cristiano Filippo, principe di Salm-Kyrburg (1745–1794)

⚭ 1781 Giovanna Francesca di Hohenzollern-Sigmaringen
- Augusta Federica Guglielmina Ernestine (1747–1822)

⚭ 1764 Anne Emmanuel Ferdinand François, 8º duca di Croÿ (1743–1803)
- Carlo Augusto (1750)
- Maria Luisa (1753-?)
- Luigi Giuseppe Ferdinando (1753–1774)
- Elisabetta Claudina (1756–1757)
- Amalia Zefirina (1760–1841)

⚭ 1782 Antonio Aloisio, principe di Hohenzollern-Sigmaringen
- Carlo Alberto Enrico (1761)
- Maurizio Gustavo Adolfo (1761–1813)

⚭ 1783 contessa Cristiana Maria Luisa di Wartenberg (1758–1821)